# Otto Pfeilizer-Frank
Le baron Otto Wilhelm Hermanovitch Pfeilizer-Frank (en russe : Пфейлицер-Франк, Отто Романович, parfois appelé Otto Hermanovitch Pfeilizer-Frank ou Otto Romanovitch Pfeilizer-Frank, né le 29 février 1788 et décédé le 9 mars 1844) est un homme politique russe qui fut gouverneur civil du gouvernement de Iekaterinoslav le 12 août 1831 et gouverneur de Taganrog du 12 août 1831 au 20 octobre 1843.

## Biographie
Issu d'une famille noble de Courlande, fils du conseiller Hermann Kazimirovitch Pfeilizer-Frank et de Caroline von Schilippenbach et frère d'Otto Friedrich Karl Pfeilizer-Frank (1786-?) conseiller puis chef de la noblesse du gouvernement de Iekaterinoslav (de nos jours dans l'est de l'Ukraine).
Otto Pfeilizer-Frank étudia à l'École du premier corps des cadets et sortit de cette école en octobre 1806.

### Carrière militaire
Le baron s'enrôla au 8e régiment d'infanterie légère, mais en décembre 1806, il fut muté au régiment des hussards Akhtigra.

#### Guerres napoléoniennes
En 1807, le régiment d'Otto Pfeilizer-Frank prit part aux guerres napoléoniennes, pour cela il fut décoré de l'Ordre de Saint-Stanislas (3e degré).
En 1807, avec son régiment, Otto Pfeilizer-Frank prit part au conflit qui opposa Alexandre Ier de Russie à Napoléon Ier, pour cela, il fut décoré de l'Ordre de Saint-Stanislas (troisième degré). Au cours de l'invasion de la Russie par les troupes napoléoniennes, il participa à la bataille de la Moskowa le 7 septembre 1812, pour acte de bravoure, il lui fut remis l'Ordre de Saint-Vladimir (quatrième degré). Il fut présent également à la Campagne de France, il se distingua à la bataille de Brienne le 28 janvier 1814 et à la bataille de La Rothière le 1er février 1814 pour lesquelles il reçut l'Ordre de Sainte-Anne (second degré). Le 4 septembre 1815, le baron fut promu au grade de capitaine d'un corps de cavalerie en poste en France, puis aide de camp du général Mikhaïl Semionovitch Vorontsov, commandant en chef des troupes russes stationnées en France.

### Carrière politique
Le 1er août 1816 Otto Pfeilizer-Frank incorpora le régiment de dragons de Tver et en décembre 1817 le régiment de dragons de la Garde impériale et fut promut au grade de lieutenant-colonel. Le 21 juillet 1822 nommé aide de camp du gouverneur général de Novorossiisk, le général Mikhaïl Semionovitch Vorotnsov il reçut également son affectation pour un régiment de uhlans de la Garde impériale. Le 14 juillet 1823, le général Mikhaïl Semionovitch Vorontsov l'éleva au grade de colonel. Pour le gouverneur général de Novorossisk et de Bessarabie, le baron remplit d'importantes missions, dont une mission de prévention consistant à lutter contre la propagation et l'extinction complète d'une épidémie de peste. En 1830 lui fut remis l'Ordre de Saint-Stanislas (premier degré) pour le succès de sa mission concernant sa lutte contre l'épidémie de peste. En 1830-1831, le baron présida la Commission préventive de lutte contre l'épidémie de choléra sévissant à Kherson et Odessa.
Le 12 août 1831, Nicolas Ier de Russie nomma Otto Pfeilizer-Frank gouverneur de Taganrog. À cette époque, ce gouvernement comprenait trois villes : Rostov-sur-le-Don, Nakhitchevan et Mariupol. Il occupa également les postes d'administrateur principal de la navigation sur la mer d'Azov et chef du district des douanes de Taganrog. En 1834 il se vit remettre l'Ordre de Sainte-Anne (premier degré), il occupa l'ensemble de ces fonctions jusqu'au 20 octobre 1843, date de sa démission.
Au cours de la guerre de Crimée 1853-1856 dans le cadre d'importantes missions, il servit en qualité de fonctionnaire au service du gouverneur général Iegor Petrovitch Tolstoï. Pendant le siège de Taganrog du 12 mai 1855 au 22 mai 1855, du 7 juillet 1855 au 28 juillet 1855 et du 19 août 1855 au 31 août 1855 Otto Pfeilizer-Frank prit une part active aux combats pour la défense de la ville. En mai 1855, les troupes franco-britanniques prirent la décision d'entamer des opérations militaires en mer d'Azov. Le 22 mai 1855, les Russes aperçurent un escadron se présenter devant la ville de Taganrog. Les commandants de cette opération militaire firent parvenir aux Russes leur condition : l'abandon de Taganrog par les troupes russes. Un bâtiment de guerre français arborant un drapeau blanc accosta au port, ce fut le baron qui accueillit la délégation. Une heure plus tard, les Russes, sous le commandement de Iegor Petrovitch Tolstoï firent savoir aux Français qu'il refusaient l'ultimatum, les Français remontèrent à bord de leur navire. Durant six heures et demie, Taganrod se trouva sous un déluge de bombes. Le bombardement de la ville fut suivi par une tentative de débarquement mais les troupes franco-russes furent repoussées par les Cosaques et des corps de volontaires. Constatant leur impuissance à capturer la ville, la flotte franco-britannique  concentra ses forces d'attaque sur d'autres lieux situés sur les côtes de la mer d'Azov. Le baron fut grièvement blessé lors de la première tentative du siège de Taganrog.

### Ses amis
Otto Pfeilizer-Frank connut Alexandre Pouchkine à Odessa, le célèbre écrivain russe le mentionna par deux fois dans le volume 2 dans la collection des lettres de Pouchkine.

## Distinctions
- Ordre de Saint-Stanislas (Troisième degré) (1807) (premier degré) (1830)
- Ordre de Saint-Vladimir (quatrième degré) (1812)
- Ordre de Sainte-Anne (second degré) (1814) (premier degré) (1834)